# Alfonso Grados Bertorini
Alfonso Grados Bertorini (Pisco, 27 de abril de 1925-Lima, 4 de octubre de 2010) fue un periodista y político peruano. Fue ministro de Trabajo durante el primer y segundo gobierno de Fernando Belaúnde, congresista de la República durante el periodo 1995-2000 y promotor de la concertación cocial en el Perú.

## Biografía
Nació en Pisco, Ica, el 27 de abril de 1925.
Terminó secundaria en el primer colegio nacional del Perú, el colegio Nuestra Señora de Guadalupe en 1940. Posteriormente, estudió Letras y Derecho en la Universidad Nacional Mayor de San Marcos.

## Labor periodística
Se inició en el periodismo deportivo en el año 1949 escribiendo en la revista “Equipo” bajo el seudónimo de “Toribio Gol”, dado que su segundo nombre era Toribio, luego deslizó su pluma en las revistas “Ya” y “Etcétera” y en los diarios “Última Hora” y “La Prensa” (1950-1960). Además, fue fundador de la Federación de Periodistas del Perú (FPP).
En 1961, partió a Washington D. C. para trabajar en el recién creado Banco Interamericano de Desarrollo (BID), donde trabajó por dos décadas, desempeñando diversos cargos de importancia.

## Ámbito político

### Ministro de Trabajo (1968)
El 2 de octubre de 1968, fue nombrado ministro de Trabajo por el expresidente Fernando Belaúnde en el gabinete presidido por Miguel Mujica Gallo durante su primer gobierno.
Permaneció en el cargo hasta el día siguiente, donde se vio obligado a renunciar tras el golpe de Estado llevado a cabo por el general Juan Velasco Alvarado.

### Ministro de Trabajo (1980-1983)
El 28 de julio de 1980, Grados volvió a asumir el cargo de ministro de Trabajo en el segundo gobierno de Fernando Belaúnde.
Durante su gestión, se creó el 14 de enero de 1981 la Comisión Nacional Tripartita para enfrentar las constantes huelgas de trabajadores y con la finalidad de encontrar soluciones conjuntas entre representantes del gobierno, del empresariado y los trabajadores, quienes intercambiando puntos de vista y argumentos intentaban llegar a consensos, con lo cual promovió la concertación social en el Perú.
Renunció al cargo el 15 de febrero de 1983 con miras a las elecciones municipales de ese mismo año.

### Candidato a la Alcaldía de Lima en 1983
En las elecciones municipales de 1983, Grados fue candidato a la Alcaldía de Lima por Acción Popular. Sin embargo, quedó en el tercer lugar de las preferencias tras la victoria de Alfonso Barrantes de Izquierda Unida a la Alcaldía de Lima.

### Embajador del Perú en Argentina (1986)
En 1986 Grados fue nombrado embajador del Perú en Argentina durante el primer gobierno del presidente Alan García. Durante su gestión diplomática, integró diversas delegaciones oficiales del Banco Interamericano de Desarrollo. Permaneció en el cargo hasta su renuncia en 1986, donde fue reemplazado por Roberto Vélez Arce.
Desde 1990 fue miembro del Consejo Consultivo de la Presidencia para Asuntos de Integración. Sus últimos afanes estuvieron dedicados a gestionar ante las diversas autoridades la reconstrucción de Pisco.

### Congresista (1995-2000)
En las elecciones generales de 1995, Grados fue elegido congresista de la República por Unión por el Perú con 21,242 votos, para el periodo parlamentario 1995-2000. Durante su labor parlamentaria, fue un fuerte opositor al régimen de Alberto Fujimori.
Fue autor de libros relacionados con su quehacer destacando el titulado Hacia la concertación social, lineamientos para una política laboral en un régimen democrático. Asimismo, durante, su trayectoria profesional, recibió premios y reconocimientos siendo los más importantes la Orden El Sol del Perú en el grado de Gran Cruz, la Orden del Trabajo en el grado de Gran Cruz del Ministerio de Trabajo y Promoción del Empleo y “La Pluma de Plata” del Club de Periodistas del Perú.

## Fallecimiento
Falleció en Lima el 4 de octubre del 2010, a los 85 años. Sus restos fueron velados en la iglesia del Sagrado Corazón de Jesús en El Derby, Monterrico y fueron enterrado en el cementerio municipal de Surquillo.

## Publicaciones
- Hacia la concertación social, lineamientos para una política laboral en un régimen democrático. Lima, 1981.
- Concertación social: ¿Alternativa o imperativo?. Lima, 1981.
- La concertación social en la democracia peruana. Hitos y metas de un proceso en marcha. Lima, 1982.
- La deuda, el FMI, y el desarrollo. Lima, 1984.
- La concertación social en América Latina. Instituto Internacional de Estudios Laborales, 1985.

## Premios y reconocimientos
- 2008 Orden del Trabajo en el grado de Gran Cruz - Ministerio de Trabajo y Promoción del Empleo del Perú.
- 2008 Pluma de Plata  Club de Periodistas del Perú.
- 2005 Condecoración “Abraham Valdelomar” en el Grado de Gran Caballero - Gobierno Regional de Ica.
- 2005 Condecoración “San Francisco de Borja” en el grado de Reconocimiento Comunitario - Municipalidad Distrital de San Borja.

| Predecesor: Javier Elías Vargas | Ministro de Trabajo y Promoción Social de Perú 1980 - 1983 | Sucesor: Patricio Ricketts |